# Nola robusta
Nola robusta är en fjärilsart som beskrevs av Turner 1944. Nola robusta ingår i släktet Nola och familjen trågspinnare. Inga underarter finns listade i Catalogue of Life.